# Pavel Juráček
Pour les articles homonymes, voir Juráček.
Pavel Juráček (2 août 1935 Příbram – 20 mai 1989 Prague), réalisateur et scénariste tchèque, représentant de la Nouvelle Vague tchèque des années 1960. Signataire de la Charte 77.  Il a étudié à l'école de cinéma de Prague (FAMU).

## Filmographie

### Réalisation
- 1961 : Cernobílá Sylva
- 1963 : Joseph Kilian (Postava k podpírání)
- 1966 : Ah, ces jeunes gars ! (Každý mladý muž)
- 1970 : Un cas pour un bourreau débutant (Případ pro začínajícího kata)

### Scénario
- 1961 : Černobílá Sylva
- 1962 : Le Plafond de Věra Chytilová
- 1964 : Chronique d'un fou de Karel Zeman
- 1963 : Joseph Kilian (Postava k podpírání)
- 1966 : Ah, ces jeunes gars ! (Každý mladý muž)
- 1967 : Kinoautomat de Radúz Činčera (en)
- 1967 : Svatba jako řemen de Jiří Krejčík (dialogues)
- 1966 : Les Petites Marguerites de Věra Chytilová
- 1970 : Un cas pour un bourreau débutant (Případ pro začínajícího kata)